# Tribulaunhütte (Italien)

Blick von der Pflerscher Scharte hinab ins Kar mit der Tribulaunhütte nahe dem Sandessee

Die Tribulaunhütte (italienisch Rifugio Cesare Calciati al Tribulaun) ist eine Berghütte der Sektion Sterzing des Club Alpino Italiano (CAI). Sie liegt in den Stubaier Alpen in Südtirol nördlich oberhalb des Pflerschtals auf einer Höhe von 2369 m s.l.m. im Westen des Pflerscher Tribulaun. Nordwestlich der Hütte befindet sich der Sandessee. Etwas weniger als 2½ Kilometer entfernt, in nordöstlicher Richtung, befindet sich jenseits der Pflerscher Scharte auf österreichischem Gebiet eine gleichnamige Hütte, die in 2 Stunden Gehzeit erreicht werden kann.

## Geschichte
Die erste kleine Hütte bot Übernachtungsmöglichkeiten für sieben Personen und wurde 1892 eingeweiht. Diese wurde wie auch die kurz zuvor erbaute Magdeburger Hütte von der Sektion Magdeburg des DuOeAV errichtet. Zwei Jahre nach Einweihung wurde von der Sektion der auch heute viel begangene Übergang zur Magdeburger Hütte über den Hohen Zahn und durch die Südflanke der Weißwandspitze eingerichtet. Da die zunächst unbewartete Hütte durch die hohe Zahl und die Unachtsamkeit der Wanderer beträchtlichen Schaden nahm, sah sich die Sektion 1907 gezwungen, in den Sommermonaten einen Hüttenwirt einzustellen. Nach dem Ersten Weltkrieg wurde die Sektion entschädigungslos durch den italienischen Staat enteignet und die Hütte später der Sektion Cremona des CAI übergeben.
Im Jahr 1949 wurden sowohl die Magdeburger als auch die Tribulaunhütte an die Sektion Sterzing des CAI übergeben. 1953 begannen die Planungen für eine Erweiterung der Hütte. Der dreistöckige Erweiterungsbau wurde 1961 eingeweiht. Bereits 1964 wurde die Hütte nach den Attentaten in Südtirol durch das Militär besetzt und erst 1972 an die Sektion zurückgegeben.

## Zustieg und Tourenmöglichkeiten
Der Hüttenanstieg erfolgt aus dem Pflerschtal. Höchstgelegener Ausgangspunkt ist dabei der Parkplatz Stein (1450 m). Von dort sind 3 Stunden Gehzeit nötig.
Sehr bekannt ist der Pflerscher Höhenweg, der bei der Hütte beginnt und die Südflanke des Tribulaunmassivs quert und zum Portjoch (2109 m) führt. Einige Abschnitte dieses vier Stunden Gehzeit beanspruchenden Wegs sind versichert, Schwindelfreiheit und Trittsicherheit sind nötig. 
Häufig begangen wird auch der dreistündige Übergang zur Magdeburger Hütte, der auch als Kleiner Pflerscher Höhenweg bezeichnet wird. Dabei wird der Hohe Zahn (2925 m) überschritten und die Südflanke der Weißwandspitze gequert. Die Weißwandspitze kann dabei bei einem Zusatzaufwand von ungefähr einer Stunde über den Südgrat bestiegen werden.
Beide Pflerscher Höhenwege sind Teil des Tiroler Höhenwegs. Die 4. Etappe des Weitwanderwegs startet in Obernberg und führt über das Portjoch zur Hütte. Die 5. Etappe führt weiter über die Magdeburger Hütte nach Innerpflersch.
Von der Hütte können folgende Gipfel angegangen werden:
- Hoher Zahn (2925 m), 1½ Stunden
- Weißwandspitze (3017 m), 2½ Stunden
- Pflerscher Tribulaun (3097 m), 3 Stunden (nur mit Kletterausrüstung)
- Pflerscher Pinggl (2766 m), 1½ Stunden

Die Übergänge zu folgenden Hütten sind möglich:
- Magdeburger Hütte (2423 m), 3 Stunden
- Österreichische Tribulaunhütte (2064 m), 2 Stunden über den Dolomieuweg, so benannt anlässlich der Dolomieu-Feier 1989
- Bremer Hütte (2411 m), 6 Stunden
- Alpengasthof Obernbergersee (1593 m), 6 Stunden über das Portjoch

## Geologische Besonderheiten

### Moränen
Gleich oberhalb der Tribulaunhütte, am Weg zum Sandesjoch, fallen zwei markante Wälle auf: sie verlaufen in ca. NW-SE Richtung und besitzen eine Länge von circa 190 m und von 90 m. Bei genauerer Betrachtung der stark umgelagerten Sedimente (es überwiegen Karbonate und Gesteine des Altkristallins wie Gneise, Amphibolite und Glimmerschiefer) kann der glaziale Charakter klar bestimmt werden: es handelt sich um Seitenmoränen. Die Anwesenheit eines Doppelwalles mit derselben Verlaufsrichtung deutet wahrscheinlich auf das Einwirken zweier unterschiedlicher Phasen des Eisvorstoßes hin.

### Blockgletscher
Am südlichen Rand des Kessels um den Sandessee finden sich noch deutlich die Ablagerungsformen eines fossilen Blockgletschers. Die Felsblöcke stammen aus einem Kar in den Vastelgruben (2578 m). Der felsige Blockgletscher (bouldery rock glacier) ist lobenförmig, die Frontalstirn ausgeprägt und teilweise mit Moos und Farn bewachsen. Auf Grund des Bewuchses und der Lage tief unter der Permafrostgrenze ist eine rezente Eisaktivität ausgeschlossen.

### Gletscherschliffe
Am deutlichsten sind Gletscherschliffe direkt an der Tribulaunhütte oder entlang des Wanderweges zum Hohen Zahn (ab einer Höhe von circa 2700 m) zu erkennen. Dort sind relativ große Flächen durch Einwirkung von Eismassen von der Bodenbedeckung leergeräumt. Diese Abrasionserscheinungen sind klare Indikatoren für Gletscherbewegungen.